# Erioscirpus
Erioscirpus é um género de plantas com flores pertencentes à família Cyperaceae.
A sua área de distribuição nativa vai do Irão à China.
Espécies:
- Erioscirpus comosus (Wall.) Palla
- Erioscirpus microstachyus (Boeckeler) Palla